# Salix armeno-rossica
Salix armeno-rossica är en videväxtart som beskrevs av A. Skvorts. Salix armeno-rossica ingår i släktet viden, och familjen videväxter. Inga underarter finns listade i Catalogue of Life.